# Royal Canadian Navy
La Royal Canadian Navy (Marina Reial Canadenca) (RCN; també en francès: Marine royale canadienne) és la força naval del Canadà. La RCN és un dels tres comandaments dins de les Forces Armades Canadenques.
Des del 2017, la RCN opera 12 fragates, 4 submarins d'atac, 12 vaixells costaners i 8 vaixells de patrulla/entrenament, així com alguns vaixells auxiliars. La Royal Canadian Navy consta de 8.500 personal en actiu i 5.100 reservistes amb 5.300 civils de suport. El Viceadmirall Art McDonald és l'actual Comandant de la Royal Canadian Navy i Cap de l'Estat Major Naval.
Fundada el 1910 com a Naval Service of Canada (Servei Naval del Canadà) va rebre la sanció reial el 29 d'agost de 1911. La RCN es va fusionar amb les Forces Aèries del Canadà i l'Exèrcit canadenc per formar les Forces Armades del Canadà al 1968, coneixent-se com a Maritime Command (Comandament Marítim) fins al 2011.
El 2011 es va tornar a anomenar "Royal Canadian Navy". Durant la seva història la RCN ha servit a la primera guerra mundial, la Segona Guerra Mundial, la guerra de Corea, la guerra del Golf, la guerra de l'Afganistan i nombroses operacions de pau de les Nacions Unides i de l'OTAN.

## Història
1910-1968
Es va establir el Naval Service of Canada (Servei Naval del Canadà) seguint les instruccions de la Naval Service Act del Primer Ministre britànic Sir Wilfrid Laurier. La seva intenció era crear una força naval pel Canadà que en cas de necessitat es poses sota control britànic reforcés la Royal Navy. El decret va rebre la sanció reial el 4 de maig de 1910. Equipada inicialment amb dos antics vaixells de la Royal Navy, el HMCS Niobe i HMCS Rainbow, el rei Jordi V del Regne Unit va autoritzar al servei el nom de Royal Canadian Navy el 29 d'agost de 1911.
Durant els primers anys de la primera guerra mundial els sis vaixells de la RCN van patrullar les costes est i oest de nord-amèrica per dissuadir el perill alemany, unit-s'hi un setè vaixell, el HMCS Shewarter el 1915. Just abans del fi de la guerra al 1918 es va establir el Royal Canadian Naval Air Service (Servei aeri de la Mariana Reial Canadenca) amb el propòsit de realitzar operacions antisubmarines, però es va dissoldre després de l'armistici de l'11 de novembre.
A l'esclat de la Segona Guerra Mundial la RCN tenia 11 vaixells de combat, 145 oficials i 1.674 mariners. Durant la segona guerra mundial la Royal Canadian Navy es va expandir de manera significativa, guanyant responsabilitats al teatre d'operacions del l'Atlàntic nord-est. Durant la batalla de l'Atlàntic va enfonsar 31 U-boots i va enfonsar o capturar 42 vaixells de superfície enemics. Durant la guerra va perdre 24 naus i 1.797 mariners.
Des del 1950 al 1955, durant la guerra de Corea, destructors canadencs van mantenir la seva presència en aigües de la península de Corea efectuant operacions d'interdicció marítima i de bombardeig de costa. Durant la guerra freda va continuar efectuant operacions de patrulla antisubmarí per a contrarestar el poder naval soviètic. Durant els anys 60 del segle xx va retirar la majoria dels seus vaixells procedents de la segona guerra mundial i va desenvolupar les seves capacitats antisubmarines amb l'adquisició de l'helicòpter Sykorsky CH-124 Sea King.
1968-present
El 1968 la RCN, les forces aèries del canada i l'exèrcit canadenc es van fusionar per formar les Forces Armades del Canadà. Aquesta controvertida fusió va comportar l'abolició de la RCN com a entitat legal separada. Tot el personal, vaixells i aeronaus van passar a ser part del Maritime Command (Comandament marítim), un element de les Forces Armades.
El 16 d'agost del 2011 el govern va restituir els noms històrics de les tres branques de les forces armades. Així el Maritime Command va tornar a ser la "Royal Canadian Navy".